# Enceinte médiévale de Nantes
L'enceinte médiévale de Nantes est une muraille bâtie à partir du XIIIe siècle dans le cadre de la défense militaire du duché de Bretagne, et en particulier de la ville de Nantes. Ces remparts sont détruits pour répondre à des préoccupations d'urbanisme au cours du XVIIIe et au début du XIXe siècle. Il n'en reste que des vestiges.

## Historique
L'enceinte gallo-romaine de Nantes est construite à la fin du IIIe siècle pour protéger la ville contre les invasions barbares. Au IXe siècle, ces murs sont endommagés lors des invasions normandes. Ils restent en état de ruine jusqu'au XIIIe siècle, où de nouveaux murs sont construits par Guy de Thouars et son beau-fils, Pierre Mauclerc, duc de Bretagne, qui commencent, au même moment, à construire le nouveau château. Rénovés au XVe siècle, ces murs restent plus ou moins intacts jusqu'au XVIIIe siècle, quand la population commence à s'accroître au-delà des limites des murailles anciennes et médiévales.

## Étendue
La muraille suit la trace de l'enceinte romaine le long de la Loire et du côté est de la ville. Au nord et à l'ouest, elle s'étend au-delà de l'ancienne muraille. Elle renferme l'église Saint-Léonard, autrefois l'église Saint-Cyr-et-Sainte-Julitte, qui s'appuyait à la face extérieure des murs romains. Elle atteint la rive de l'Erdre, puis suit le bord de la rivière vers le sud, jusqu'à l'actuelle rue du Cheval-Blanc. Tandis que l'enceinte romaine suit l'Erdre jusqu'à la Loire, la nouvelle enceinte retourne vers l'ouest et traverse l'Erdre à l'actuelle place des Petits-Murs (dont le nom rappelle sa présence), pour entourer le faubourg Saint-Nicolas, qui était, jusqu’alors, en dehors de la ville. Au sud, l'Erdre est partiellement comblée pour créer la rue des Carmes et la place du Change.
Les nouveaux murs sont munis de plusieurs tours et portes. Sur le côté ouest de l'Erdre, la porte Sauvetout et ses remparts apparentés sont construits au XIVe siècle. Des autres tours existaient entre la place du Port-Communeau et la rue Siméon-Foucault et face à l'Hôtel des Trois Marchands (actuelle rue Armand-Brossard). La porte Saint-Pierre est construite entre 1532 et 1534 sur les fondations d'une porte du XIIIe siècle, sur le même site que la principale porte romaine.
Les remparts sont longs de 2 220 m, renfermant une superficie de 26 hectares, environ le double de la superficie de la ville romaine.

## Vestiges
De nos jours, des vestiges existent le long du cours Saint-Pierre, notamment la porte Saint-Pierre et la tour Saint-Laurent (à côté de la cathédrale). Les vestiges de la porte Sauvetout et ses tours (la tour Haut-le-Pied et la tour du Haut-Pas) sont toujours visibles dans les rues du Pont-Sauvetout et de la Boucherie, ainsi que l'arrière un immeuble de l’allée d'Orléans auquel on accède depuis la rue Beaurepaire. Un grand tronçon ruiné est situé à côté de la basilique Saint-Nicolas, rue Duvoisin.
La porte Saint-Pierre est classée monument historique par arrêté du 17 septembre 1909.
En septembre 2017, des vestiges de la base de la tour du Connétable et d'une courtine datant du XIIIe siècle sont découverts sous l'ancien square Fleuriot-de-Langle, dans le cadre d'un diagnostic archéologique préventif. Une solution a été trouvée pour permettre l'implantation prévue d'un magasin de la marque japonaise Uniqlo, tout en préservant le site archéologique sous un plancher de verre.

Vues de l'enceinte médiévale de Nantes
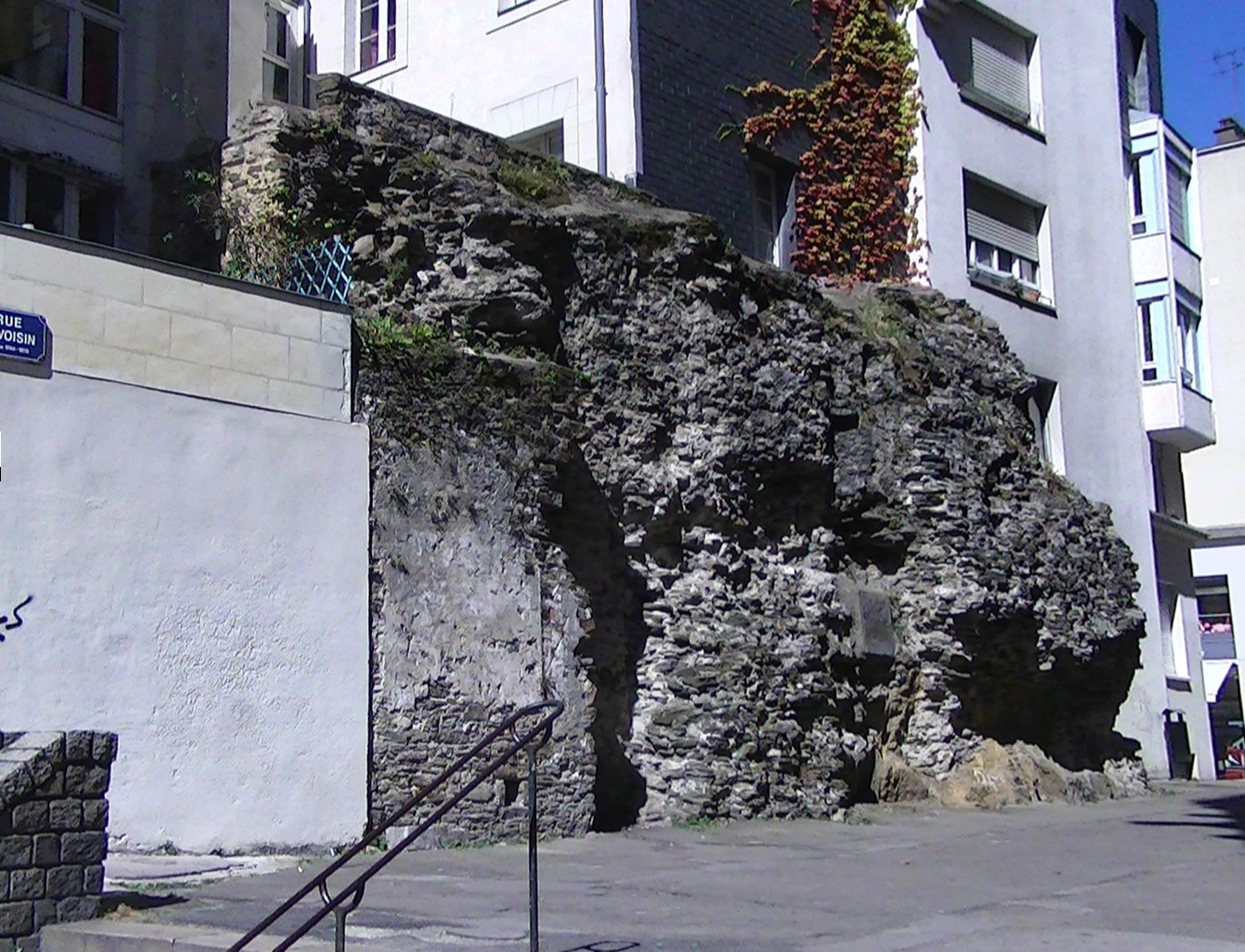
Rue Duvoisin.
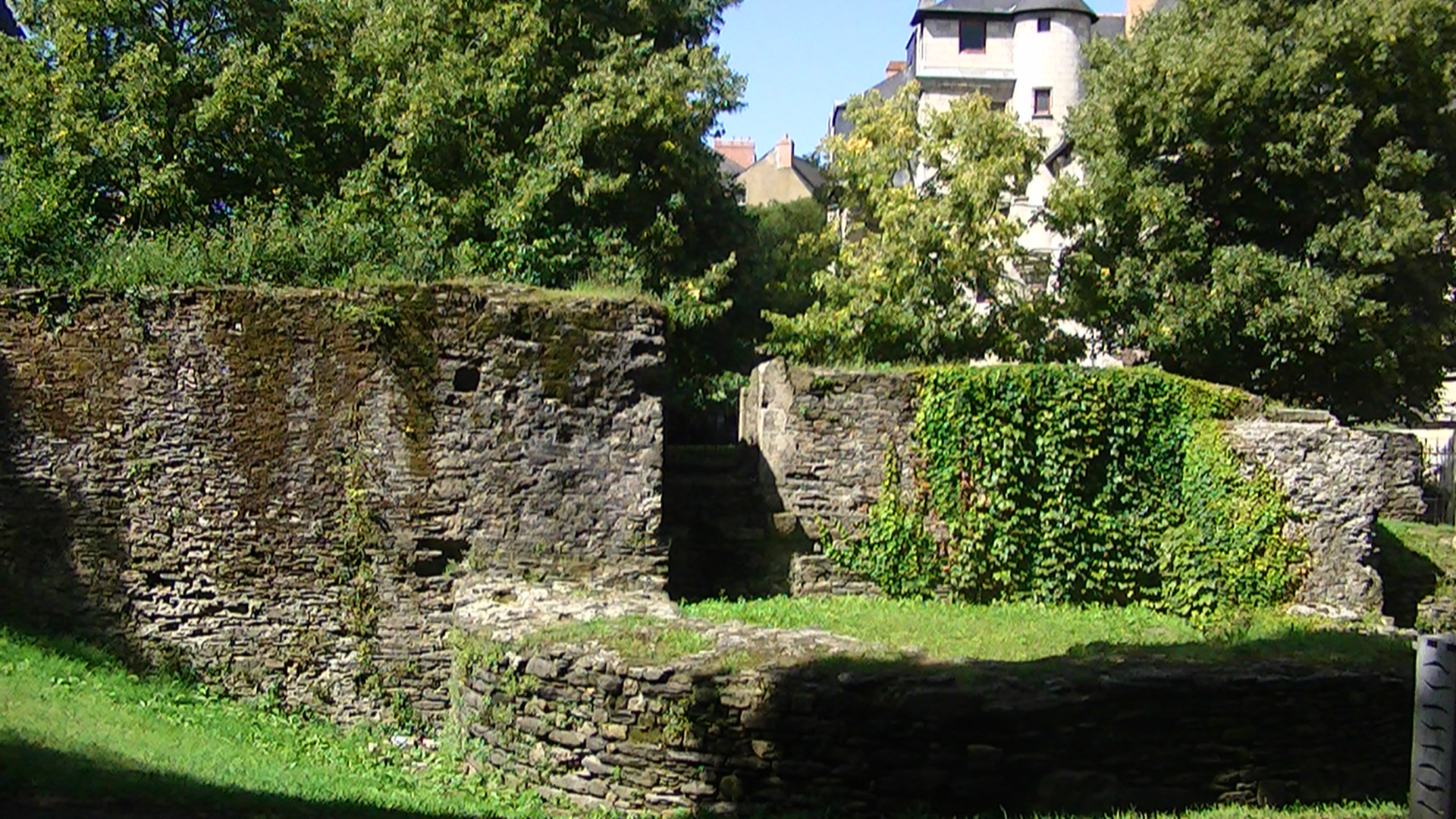
Tour Saint-Laurent.
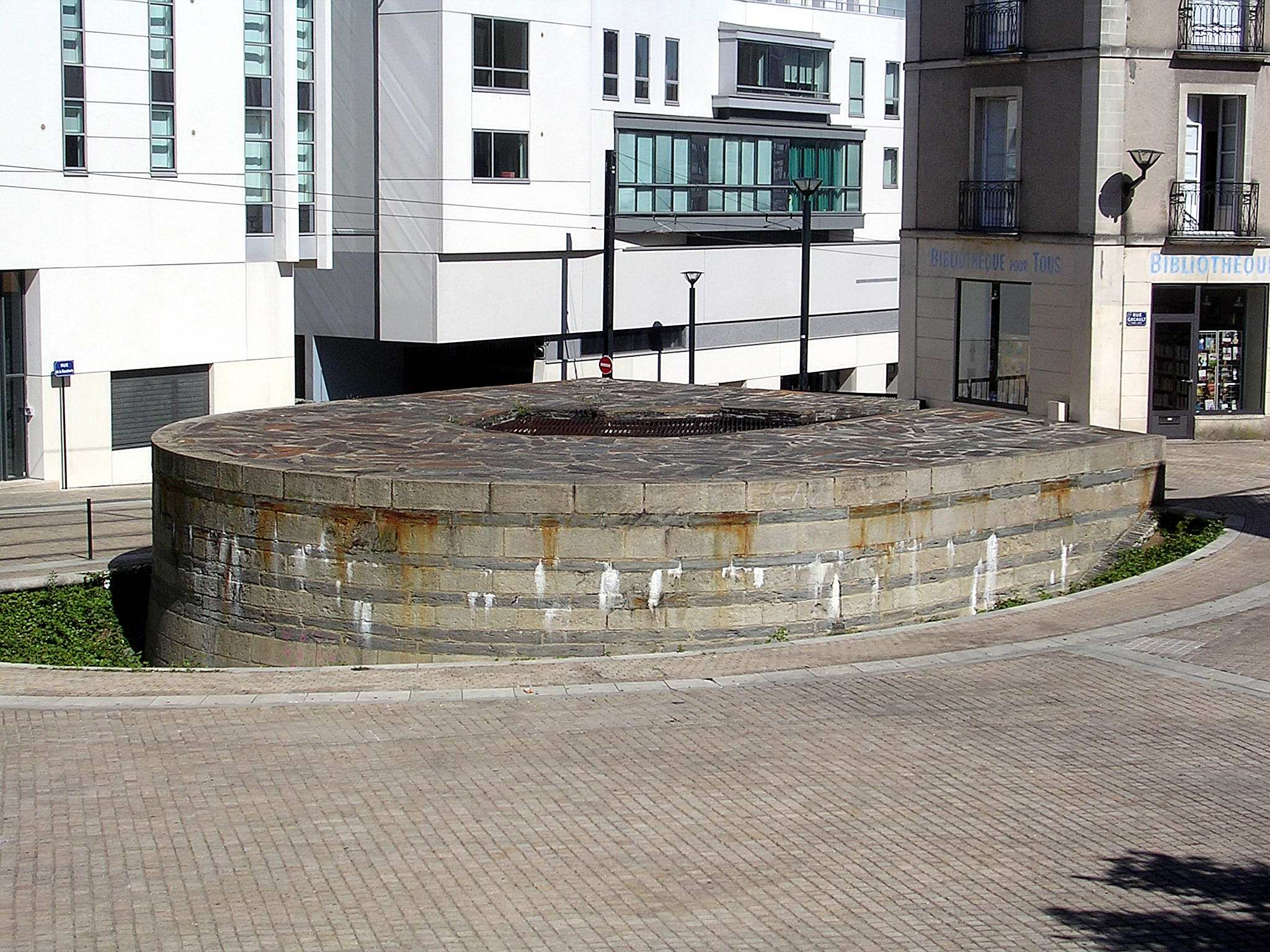
Porte Sauvetout.
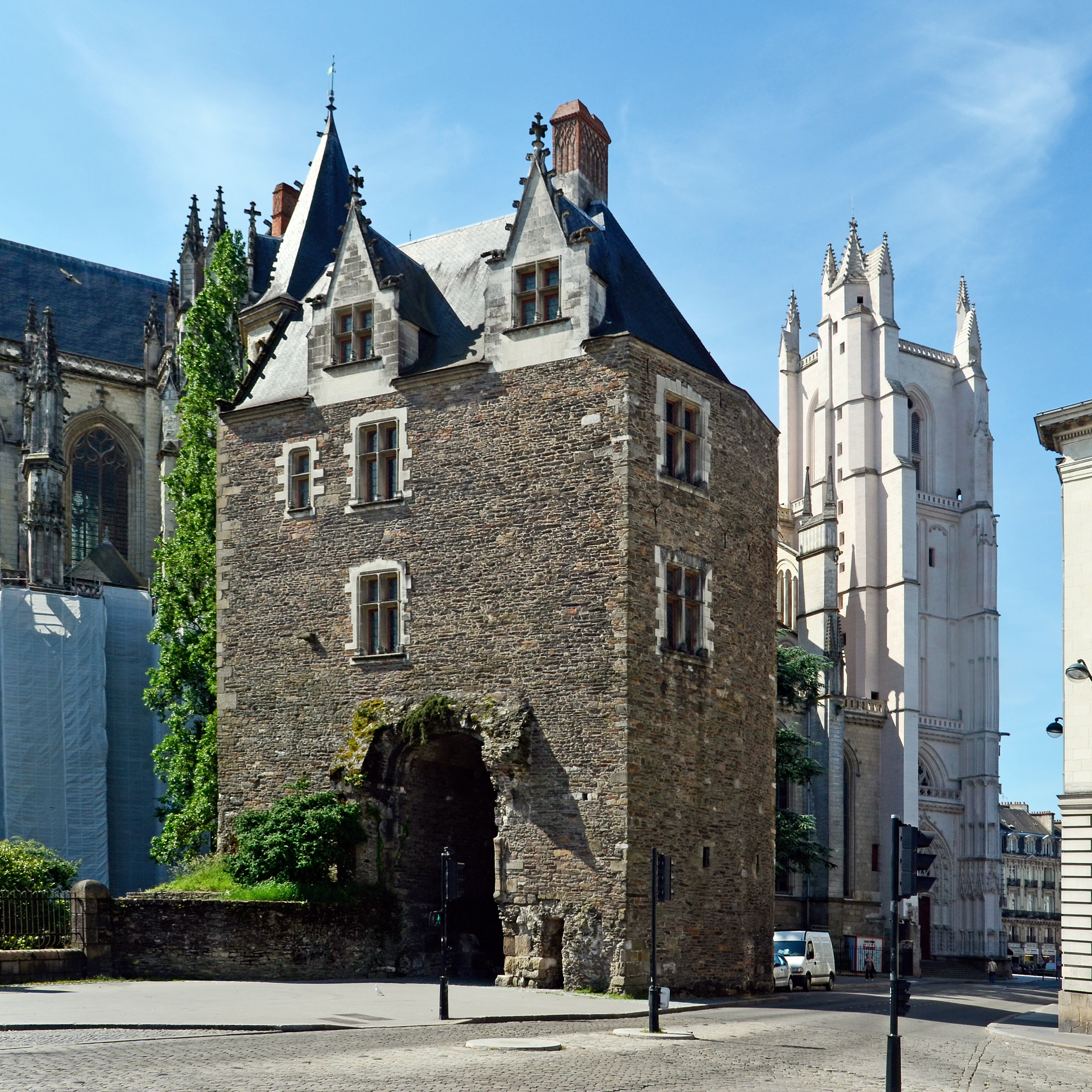
Porte Saint-Pierre.